# Connors River
Der Connors River ist ein Fluss im Osten des australischen Bundesstaates Queensland.

## Geographie

### Flusslauf
Der Fluss entsteht an den Westhängen der Connors Range bei der Siedlung Chinaman Ridges, rund 70 Kilometer südlich von Mackay, am Zusammenfluss des Collaroy Creek und des Whelan Creek. Er fließt zunächst nach Süd-Südwest und dann ab der Einmündung des Funnel Creek nach Süden. Ungefähr 18 Kilometer südöstlich von Batheaston mündet er in den  Isaac River.

### Nebenflüsse mit Mündungshöhen
- Collaroy Creek – 162 m
- Whelan Creek – 320 m
- Horse Creek – 157 m
- Murray Creek – 155 m
- Oaky Creek – 155 m
- Chinaman Creek – 154 m
- Sandy Creek – 150 m
- Mahalla Creek – 145 m
- Cattle Creek – 142 m
- Emu Apple Creek – 141 m
- K Creek – 137 m
- Camden Creek – 134 m
- Sheepskin Creek – 133 m
- Funnel Creek – 129 m
- Lotus Creek – 127 m
- Two Mile Creek – 115 m
- Sprancis Gully – 110 m[1]

### Durchflossene Seen
- Boat Hole – 162 m
- Main Camp Lagoon – 154 m
- Lake Plattaway – 124 m
- Knobbys Waterhole – 123 m[1]